# Guerra de Guerrilles als Estats Bàltics
La guerra de guerrilles als estats bàltics va ser una insurgència duta a terme per partisans bàltics (letons, lituans i estonians) contra la Unió Soviètica des de 1944 fins a 1956. Coneguts alternativament com els "Germans del Bosc", els Germans de la Fusta i els Frares del Bosc (estonià: metsavennad, letó: mežabrāļi, lituà: žaliukai), aquests partisans van lluitar contra les forces invasores soviètiques durant la seva ocupació dels estats bàltics durant i després de la Segona Guerra Mundial. Grups insurgents similars anticomunistes van resistir les ocupacions soviètiques a Bulgària, Polònia, Romania i Ucraïna.
Les forces soviètiques, que consistien principalment en l'Exèrcit Roig, van ocupar els estats bàltics el 1940, completant la seva ocupació el 1941. Després d'un període d'ocupació alemanya durant la Segona Guerra Mundial, els soviètics van reocupar Lituània de 1944 a 1945. A mesura que la repressió política soviètica es va intensificar durant els anys següents, desenes de milers de partisans dels bàltics van començar a utilitzar el camp com a base per a una insurgència antisoviètica.
Segons algunes estimacions, almenys 50.000 partisans (10.000 a Estònia, 10.000 a Letònia i 30.000 a Lituània), a més dels seus partidaris, van participar en la insurgència. Els partisans van continuar duent a terme una lluita armada fins al 1956, quan la superioritat de les forces de seguretat soviètiques, en gran part en forma d'agents secrets que es van infiltrar en els grups partisans, va fer que la població bàltica canviés de tàctica i utilitzés altres formes de resistència.

## Antecedents

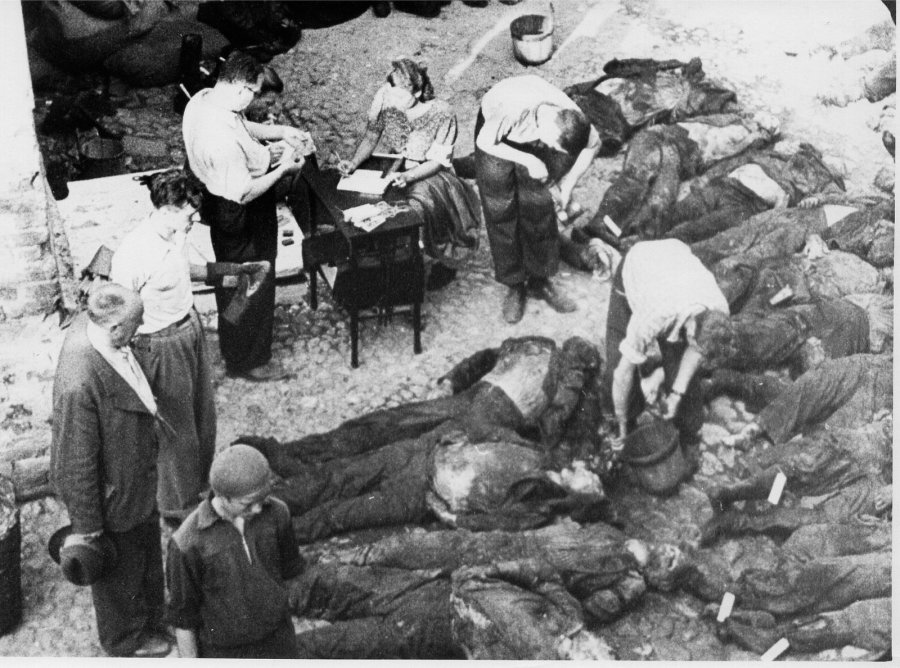
Víctimes exhumades de la massacre de presoners de la NKVD a Tartu de 1941

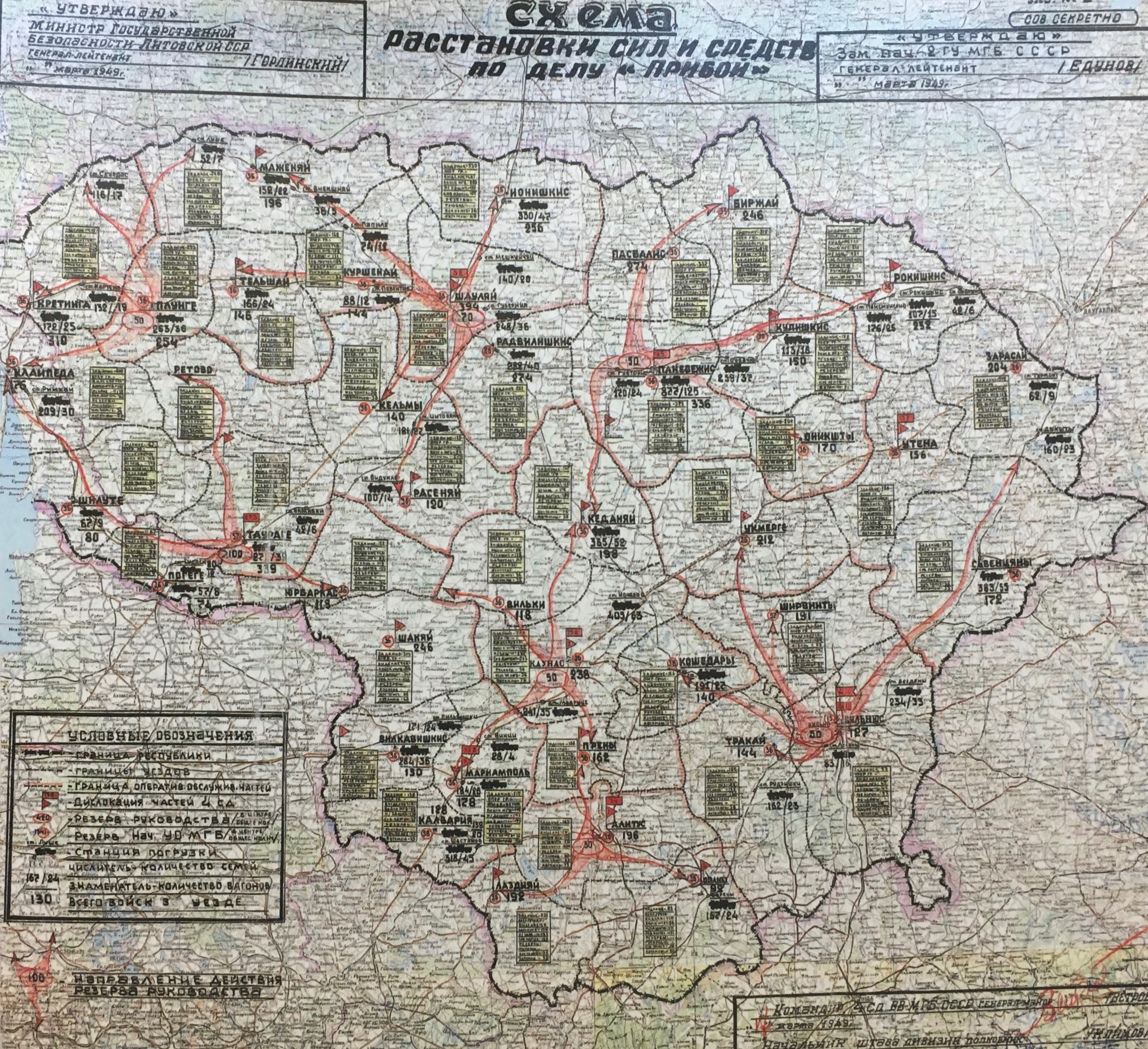
El pla de deportacions de civils lituans durant l'Operació Priboi

El terme Germans del Bosc va començar a utilitzar-se a la regió bàltica durant la Revolució russa de 1905. Diverses fonts es refereixen als germans del bosc d'aquesta època tant com a camperols revoltats com a mestres d'escola que buscaven refugi al bosc. El terme Germans del Bosc es va utilitzar i es coneixia només a l'Estònia i Letònia ocupades. A Lituània, els partisans eren anomenats žaliukai (Gent Verda), miškiniai (Gent del Bosc) o simplement partizanai (partisans).
Estònia, Letònia i Lituània van obtenir la independència el 1918 després del col·lapse de l'Imperi Rus. Els ideals del nacionalisme i l'autodeterminació s'havien arrelat en moltes persones com a resultat de la independència d'Estònia i Letònia per primera vegada des del segle XIII. Els lituans van restablir un estat sobirà amb una rica història anterior, el país més gran d'Europa durant el segle XIV, ocupat per l'Imperi Rus des de 1795.
Després del Pacte Mólotov-Ribbentrop, els tres estats bàltics van ser ocupats per la Unió Soviètica el 1940, una acció que els Aliats occidentals van considerar il·legítima. Quan l'Alemanya nazi va trencar el pacte i va envair la Unió Soviètica, l'Exèrcit Roig soviètic va ser expulsat dels bàltics i la zona va quedar sota ocupació militar alemanya. Després de la retirada de les tropes soviètiques de la regió, Alemanya no va restablir la independència formal dels estats bàltics. Mentrestant, les declaracions aliades com la Carta Atlàntica oferien la promesa d'un món de postguerra en què els tres estats bàltics podrien restablir-se. Després d'haver experimentat ja l'ocupació del règim soviètic i després del règim nazi, moltes persones no estaven disposades a acceptar una altra ocupació al final de la guerra.
A diferència d'Estònia i Letònia, on els alemanys van reclutar la població local en formacions militars |dins de les Waffen-SS, Lituània mai va tenir una divisió de les Waffen-SS. El 1944, les autoritats alemanyes van crear una mal equipada però forta força de defensa territorial lituana de 20.000 homes sota el general Povilas Plechavičius per combatre els partisans soviètics dirigits per Antanas Sniečkus. Els alemanys van arribar a veure aquesta força com una amenaça nacionalista per a la seva ocupació. El seu personal superior va ser arrestat el 15 de maig de 1944, i Plechavičius va ser deportat a un camp de concentració a Salaspils, Letònia. Aproximadament la meitat de les forces restants van formar unitats guerrilleres i es van dispersar pel camp per preparar-se per a les operacions partisanes contra l'Exèrcit Roig a mesura que s'acostava el Front Oriental.
Les operacions de guerrilla a Estònia i Letònia tenien certa base en l'autorització d'Adolf Hitler de retirar-se d'Estònia a mitjans de setembre de 1944 – va permetre que els soldats de les seves forces estonianes, principalment la 20a Divisió Waffen-SS (1a estoniana) que desitgessin quedar-se i defensar les seves llars ho fessin– i en el destí del Grup d'Exèrcits de Curlàndia, entre les últimes forces de Hitler a rendir-se després de quedar atrapades en una zona bloquejada a la península de Curlàndia el 1945. Molts soldats estonians i letons, i alguns alemanys, van evadir la captura i van lluitar com a Germans del Bosc durant anys després de la guerra. D'altres, com Alfons Rebane i Alfrēds Riekstiņš, van escapar al Regne Unit i Suècia i van participar en operacions d'intel·ligència aliades en ajuda dels Germans del Bosc. Tot i que les Waffen-SS van ser declarades culpables de crim de guerra i altres atrocitats i declarades organització criminal després de la guerra, els judicis de Nuremberg van excloure explícitament els reclutes en els termes següents:
| « | El Tribunal declara criminal, en el sentit de la Carta, el grup compost per aquelles persones que havien estat oficialment acceptades com a membres de les SS, tal com s'enumera en el paràgraf anterior, que es van convertir o van romandre membres de l'organització amb coneixement que s'utilitzava per a la comissió d'actes declarats criminals per l'article 6 de la Carta, o que van estar personalment implicats com a membres de l'organització en la comissió d'aquests crims, excloent, però, aquells que van ser reclutats per l'Estat de manera que no tinguessin opció en l'assumpte, i que no havien comès aquests crims. | » |

El 1949-1950, la Comissió de Persones Desplaçades dels Estats Units va investigar les divisions estonianes i letones i, l'1 de setembre de 1950, va adoptar la política següent:
| « | Les Unitats Bàltiques de les Waffen SS han de ser considerades separades i diferents en propòsit, ideologia, activitats i requisits per a la membresia de les SS alemanyes, i per tant la Comissió considera que no són un moviment hostil al Govern dels Estats Units segons la Secció 13 de la Llei de Persones Desplaçades, amb les seves modificacions. | » |

El govern letó ha afirmat que la Legió Letona, composta principalment per la 15a Divisió de Granaders Waffen de les SS (1a letona) i la 19a Divisió de Granaders Waffen de les SS (2a letona) divisions letones de les Waffen-SS, no era ni una organització criminal ni col·laboracionista. Les files de la resistència van augmentar amb els intents de l'Exèrcit Roig de reclutar als estats bàltics després de la guerra, i menys de la meitat dels reclutes registrats es van presentar en alguns districtes. L'assetjament generalitzat de les famílies dels reclutes desapareguts va empènyer més gent a evadir les autoritats als boscos. Molts soldats allistats van desertar, emportant-se les armes.

## Guerra d'estiu

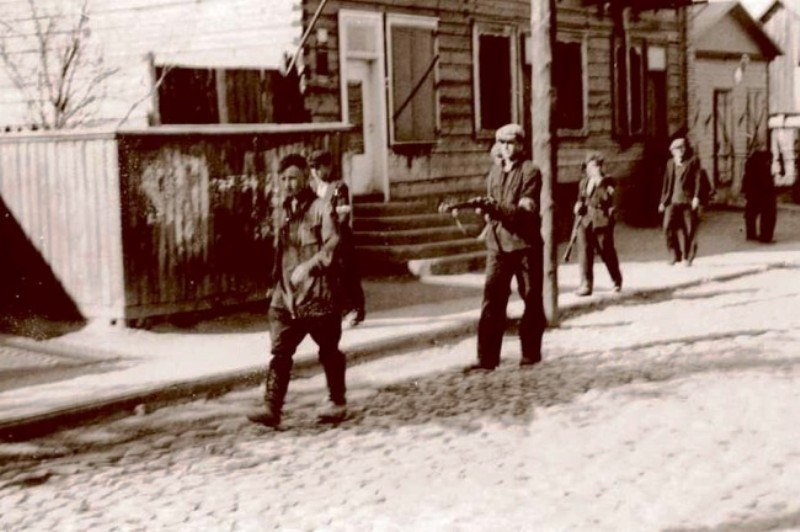
Combatents de la resistència lituana condueixen el comissari arrestat de l'Exèrcit Roig a Kaunas el 1941

Amb la invasió alemanya de la Unió Soviètica el 22 de juny de 1941, Ióssif Stalin va fer una declaració pública per ràdio demanant una política de terra cremada a les zones que s'havien d'abandonar el 3 de juliol. Uns 10.000 Germans del Bosc, organitzats en organitzacions Omakaitse (Guàrdia Nacional) a tot el país, van atacar la NKVD, els batallons de destrucció i el 8è Exèrcit de la Unió Soviètica (major general Ljubovtsev), matant-ne 4.800 i capturant-ne 14.000. La batalla de Tartu va durar dues setmanes i va destruir gran part de la ciutat. Sota el lideratge de Friedrich Kurg, els Germans del Bosc van expulsar els soviètics de Tartu, darrere de la línia dels rius Pärnu - Emajõgi. Així van assegurar el sud d'Estònia sota control estonià el 10 de juliol. La NKVD va assassinar 193 persones a la presó de Tartu durant la seva retirada el 8 de juliol.
El 18è Exèrcit alemany va travessar la frontera sud d'Estònia entre el 7 i el 9 de juliol. Els alemanys van reprendre el seu avanç a Estònia treballant en cooperació amb els Germans del Bosc i l'Omakaitse. Al nord d'Estònia, els batallons de destrucció van tenir l'impacte més gran, sent l'últim territori bàltic capturat als soviètics. Les forces conjuntes estonianes i alemanyes van prendre Narva el 17 d'agost i la capital estoniana Tallinn el 28 d'agost. Aquell dia, la bandera vermella que havia estat abatuda abans a Pikk Hermann va ser substituïda per la bandera d'Estònia per Fred Ise només per ser substituïda de nou per una Reichskriegsflagge alemanya unes hores més tard. Després que els soviètics fossin expulsats d'Estònia, el Grup d'exèrcits del Nord alemany va desarmar tots els grups dels Germans del Bosc i de l'Omakaitse.
Les unitats partisanes del sud d'Estònia van ser convocades de nou l'agost de 1941 amb el nom d'Omakaitse estonià. Inicialment, els membres eren seleccionats del cercle d'amics més propers. Més tard, es va demanar als candidats que signessin una declaració que no eren membres d'una organització comunista. L'Omakaitse estonià es va basar en les antigues regulacions de la Lliga de Defensa d'Estònia i l'Exèrcit d'Estònia, en la mesura que eren compatibles amb les lleis de l'ocupació alemanya. Les tasques de l'Omakaitse eren les següents:
- defensa de la costa i les fronteres
- lluita contra paracaigudistes, sabotatge i espionatge
- vigilància d'objectes militarment importants
- lluita contra el comunisme
- assistència a la Policia d'Estònia i garantia de la seguretat general dels ciutadans
- prestació d'assistència en cas d'incidents a gran escala (incendis, inundacions, malalties, etc.)
- proporcionar formació militar als seus membres i a altres ciutadans lleials
- * aprofundiment i preservació dels sentiments patriòtics i nacionals dels ciutadans.[19]

El 15 de juliol, l'Omakaitse tenia 10.200 membres; l'1 de desembre de 1941, 40.599 membres. Fins al febrer de 1944, la filiació va ser d'uns 40.000.

## Guerra de guerrilles
A finals de la dècada de 1940 i principis de la de 1950, els Germans del Bosc van rebre subministraments, oficials d'enllaç i coordinació logística dels serveis secrets d'intel·ligència britànics (MI6), americans i suecs. Aquest suport va tenir un paper clau en la direcció del moviment de resistència bàltic, però va disminuir significativament després que l'Operació Jungle del MI6 es veiés greument compromesa per les activitats d'espies britànics (Kim Philby i altres) que van transmetre informació als soviètics i van permetre al MGB identificar, infiltrar i eliminar moltes unitats guerrilleres bàltiques i tallar a d'altres qualsevol contacte posterior amb operatius d'intel·ligència occidental.
El conflicte entre les forces armades soviètiques i els Germans del Bosc va durar més d'una dècada i va costar almenys 50.000 vides. Les estimacions del nombre de combatents a cada país varien. Misiunas i Taagepera estimen que les xifres van arribar a 30.000 a Lituània, entre 10.000 i 15.000 a Letònia i 10.000 a Estònia. D'altra banda, el professor Heinrihs Strods, basant-se en informes de la NKVD, afirma que el 1945 van morir 8.916 partisans a Lituània, 715 a Letònia i 270 a Estònia, cosa que fa que les pèrdues lituanes siguin al voltant del 90%. Tot i que les xifres reals van ser encara més grans, molts creuen que això revela la proporció de la mida de la resistència entre els tres països.

### A Estònia

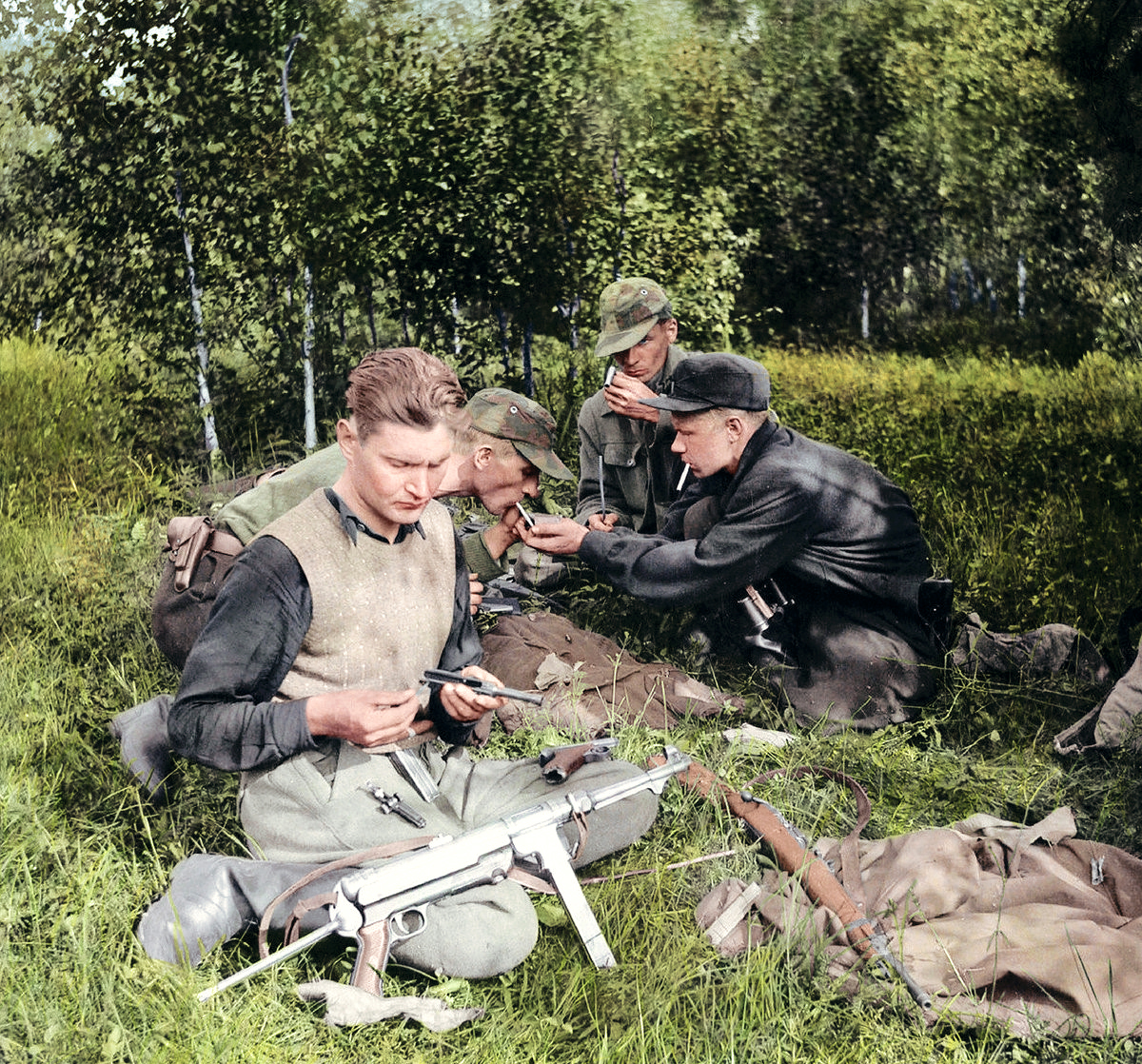
Combatents estonians, comtat de Järva el 1953, relaxant-se després d'un exercici de tir (foto acolorida)

A Estònia, entre 14.000 i 15.000 homes van participar en els combats entre 1944 i 1953; els Germans del Bosc van ser més actius al Comtat de Võru, al llarg de les zones frontereres entre els comtats de Pärnu i Lääne, i també hi va haver una activitat significativa entre els comtats de Tartu i Viru. Des de novembre de 1944 fins a novembre de 1947, van dur a terme 773 atacs armats, matant uns 1.000 soviètics i els seus partidaris. En el seu punt àlgid el 1947, l'organització controlava desenes de pobles i ciutats, creant considerables molèsties als transports de subministrament soviètics que requerien una escorta armada. August Sabbe, un dels últims Germans del Bosc supervivents, va ser descobert el 1978 per agents de la KGB que es feien passar per pescadors. En lloc de rendir-se, va saltar al riu Võhandu, va quedar atrapat en un tronc, sigui per error o a propòsit, i es va ofegar. La KGB va insistir que Sabbe, de 69 anys, s'havia ofegat mentre intentava escapar, una teoria difícil de creure donada la poca profunditat de l'aigua i la manca de cobertura al lloc. Un altre membre destacat dels Germans del Bosc, Kalev Arro, va evitar la captura disfressant-se de vagabund mentre s'amagava als boscos del sud d'Estònia durant 20 anys. Va morir en un enfrontament a trets amb agents de la KGB el 1974.
Hi va haver nombrosos intents de perseguir els familiars dels Germans del Bosc. Una estoniana que va aconseguir escapar de la deportació va ser Taimi Kreitsberg. Va recordar que els funcionaris soviètics "...em van portar a Võru, allà no em van pegar, però durant tres dies i tres nits no em van donar ni menjar ni beure. Em van dir que no em matarien, sinó que em torturarien [fins que] delatés tots els bandits. Durant aproximadament un mes em van arrossegar pels boscos i em van portar a granges propietat de familiars dels Germans del Bosc, i em van enviar com a instigadora per demanar menjar i refugi mentre els txequistes mateixos esperaven a fora. Vaig dir a la gent que m'expulsés, ja que m'havien enviat els òrgans de seguretat."

### A Letònia

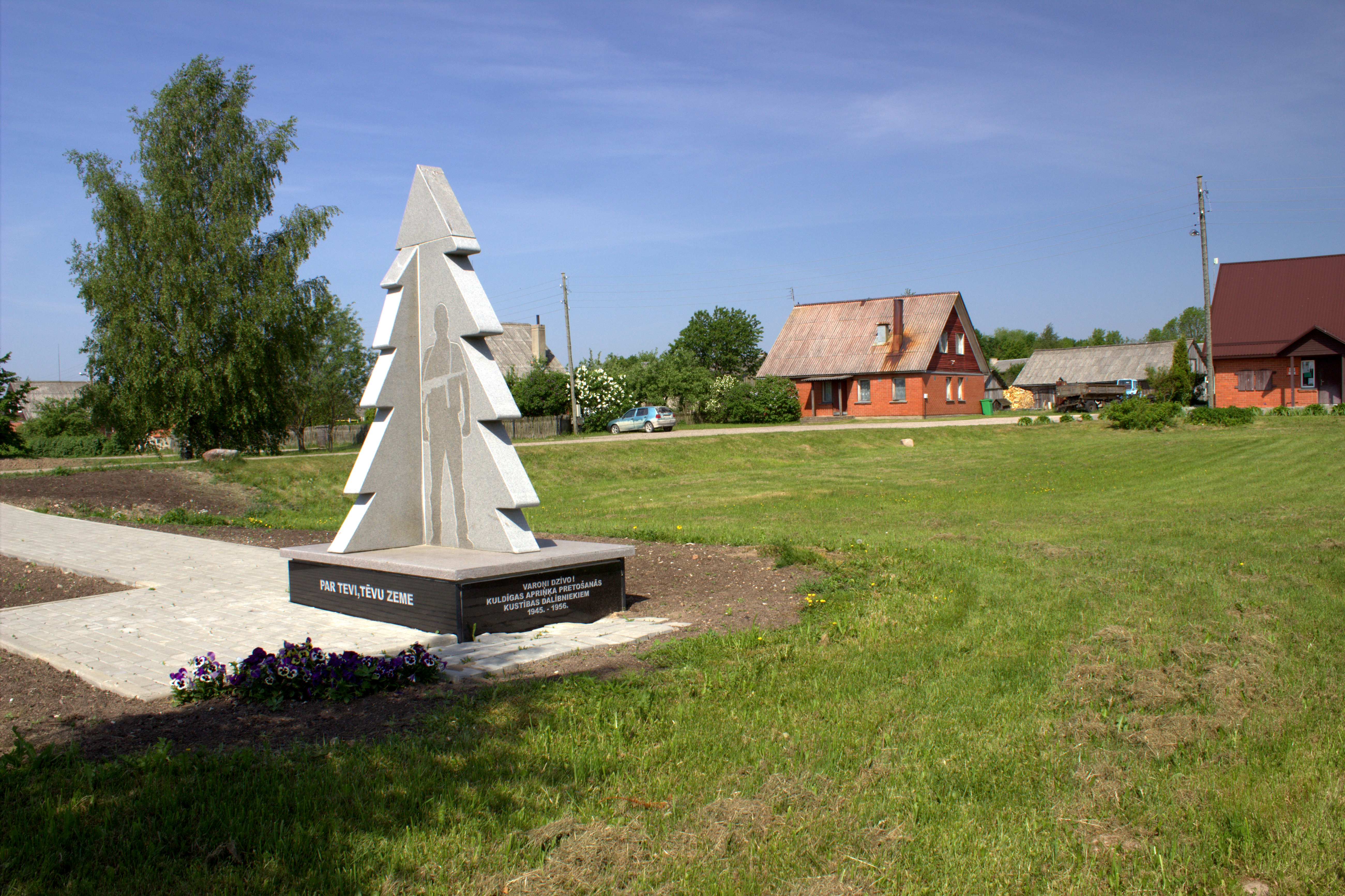
Lloc commemoratiu dels Partisans Nacionals a Ķikuri, Parròquia de Turlava, Municipi de Kuldīga

A Letònia, els preparatius per a les operacions partisanes van començar durant l'ocupació alemanya, però els líders d'aquestes unitats nacionalistes van ser arrestats per les autoritats nazis. Les unitats de resistència de més llarga durada van començar a formar-se al final de la guerra, compostes per antics soldats de la Legió Letona i civils. El 8 de setembre de 1944 a Riga, la direcció del Consell Central Letó va adoptar la Declaració sobre la restauració de l'Estat de Letònia. La seva intenció era restaurar la independència de facto de la república letona. A més, s'esperava que els partidaris internacionals aprofitarien l'interval entre els canvis de poders ocupants. La Declaració prescrivia que la Satversme, la Constitució de Letònia, era la llei fonamental de la República de Letònia restaurada, i preveia el restabliment d'un Gabinet de Ministres que organitzaria la restauració de la independència de Letònia.
Alguns dels èxits més destacats del CCL van estar relacionats amb la seva branca militar: el lv (els anomenats kurelieši) amb el Batalló del Tinent Roberts Rubenis, que va dur a terme la resistència armada contra les forces de les Waffen SS i va ser concebut com un nou exèrcit pro-independència letó, però va ser delmat per les SS i el SD el novembre de 1944, amb molts militars executats o enviats al camp de concentració de Stutthof. Els supervivents es van unir a diversos grups de resistència.
El nombre de combatents actius va arribar al seu punt màxim entre 10.000 i 15.000, mentre que el nombre total de lluitadors de la resistència va ser de fins a 40.000. Un autor dona una xifra de fins a 12.000 agrupats en 700 bandes durant la dècada 1945-55, però no es disposa de xifres definitives. Amb el temps, els partisans van substituir les seves armes alemanyes per models soviètics. El Comandament Central de les organitzacions de resistència letones va mantenir una oficina al carrer Matīsa de Riga fins al 1947. En uns 3.000 atacs, els partisans van infligir danys al personal militar uniformat, als quadres del partit (particularment a les zones rurals), als edificis i als dipòsits de munició. Les autoritats comunistes van informar de 1.562 efectius soviètics morts i 560 ferits durant tot el període de resistència.
Tālrīts Krastiņš proporciona un relat d'una acció típica dels Germans del Bosc. Ell, un soldat de reconeixement de la 19a Divisió de Granaders Waffen de les SS (2a letona), va ser reclutat amb 15 altres letons en una unitat Alemanya nazi de stay-behind al final de la guerra. Després d'escapar al bosc, el grup, liderat per Krastiņš, va evitar qualsevol contacte amb residents i familiars locals, robant camions per diners mentre mantenien simultàniament un apartament al centre de Riga per a operacions de reconeixement. Al principi van assassinar gestors de baix nivell del partit comunista, però després van centrar els seus esforços a intentar assassinar el cap de la RSS de Letònia, Vilis Lācis. El grup va reclutar una dona russa que treballava al Soviet Suprem de la RSS de Letònia que els va informar de l'horari de transport de Lācis. Van preparar una emboscada a la carretera quan Lācis viatjava de Riga a Jūrmala, però van disparar al cotxe equivocat. El segon intent també es va basar en una col·laboradora, que va resultar ser una agent encoberta de la NKVD. Tot el grup va ser detingut i condemnat a presó el 1948.
Els Germans del Bosc letons van ser particularment actius a les regions frontereres, incloses Dundaga, Taurkalne, Lubāna, Aloja i Līvāni. A les regions orientals, tenien llaços amb els Germans del Bosc estonians; i a les regions occidentals, amb els lituans. Igual que a Estònia i Lituània, els partisans van ser assassinats i infiltrats pel MVD i la NKVD durant molts anys. Igual que a Estònia i Lituània, l'ajuda de la intel·ligència occidental va ser greument compromesa per la contraintel·ligència soviètica i per agents dobles letons com Augusts Bergmanis i Vidvuds Šveics. A més, els soviètics van consolidar gradualment el seu poder a les ciutats; l'ajuda dels civils rurals va disminuir, ja que molts d'ells van ser deportats durant les deportacions de 1949 o obligats a treballar als kolkhoz, i es van enviar unitats especials militars i de seguretat per controlar els partisans. Els últims grups van sortir del bosc el 1957 per rendir-se a les autoritats.

### A Lituània

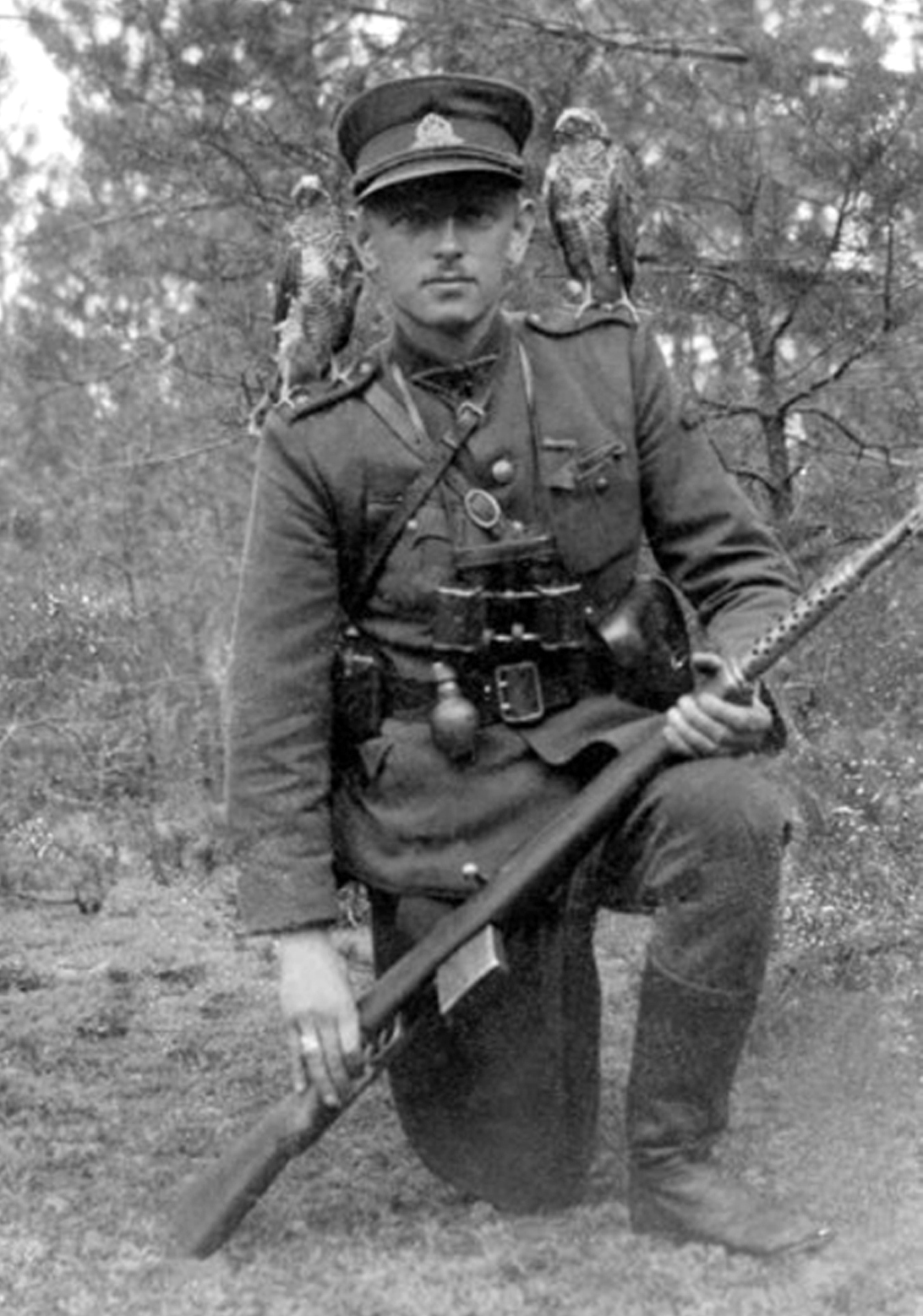
Adolfas Ramanauskas ("El Falcó"), comandant de la Unió de Lluita per la Llibertat de Lituània

Dels tres països, la resistència estava millor organitzada a Lituània, on les unitats guerrilleres controlaven regions senceres del camp fins al 1949. El seu armament incloïa fusells txecs Škoda, metralladores pesants russes Maxim PM M1910, diversos morters i una àmplia varietat de metralladores lleugeres i subfusells principalment alemanys i soviètics. Quan no estaven en batalles directes amb l'Exèrcit Roig o unitats especials de la NKVD, van endarrerir significativament la consolidació del domini soviètic mitjançant emboscades, sabotatges, assassinats d'activistes i funcionaris comunistes locals, alliberant guerrillers empresonats i imprimint diaris clandestins.
L'1 de juliol de 1944, l'Exèrcit Lituà de Llibertat (LLA) va declarar l'estat de guerra contra l'ocupació soviètica i va ordenar a tots els seus membres capaços que es mobilitzessin en pelotons, s'estacionessin als boscos i no abandonessin Lituània. Els departaments van ser substituïts per dos sectors: operatiu, anomenat Vanagai (Falcó; abreujat VS), i organitzatiu (abreujat OS). Vanagai, comandat per Albinas Karalius (nom de guerra Varenis), eren els combatents armats, mentre que el sector organitzatiu tenia la tasca de la resistència passiva, incloent-hi el subministrament de menjar, informació i transport a Vanagai. A mitjans de 1944, l'LLA tenia 10.000 membres. Els soviètics van matar 659 i van arrestar 753 membres de l'LLA abans del 26 de gener de 1945. El fundador Kazys Veverskis va ser assassinat el desembre de 1944 i la seu central va ser liquidada el desembre de 1945. Això va representar un fracàs de la resistència altament centralitzada, ja que l'organització depenia massa de Veverskis i altres comandants superiors. El 1946, els líders i combatents restants de l'LLA van començar a fusionar-se amb els partisans lituans. El 1949, tots els membres del presídium de la Unió de Lluita per la Llibertat de Lituània – el capità Jonas Žemaitis-Tylius, Petras Bartkus-Žadgaila, Bronius Liesys-Naktis i Juozas Šibaila-Merainis provenien de l'LLA.
El Comitè Suprem per a l'Alliberament de Lituània (lituà: Vyriausiasis Lietuvos išlaisvinimo komitetas, VLIK), va ser creat el 25 de novembre de 1943. El VLIK publicava diaris clandestins i agitava per la resistència contra els nazis. La Gestapo va arrestar els membres més influents el 1944. Després de la reocupació de Lituània pels soviètics, el VLIK es va traslladar a Occident i va establir el seu objectiu de mantenir el no reconeixement de l'ocupació de Lituània i difondre informació de darrere del teló d'acer, inclosa la informació proporcionada pels partisans lituans.

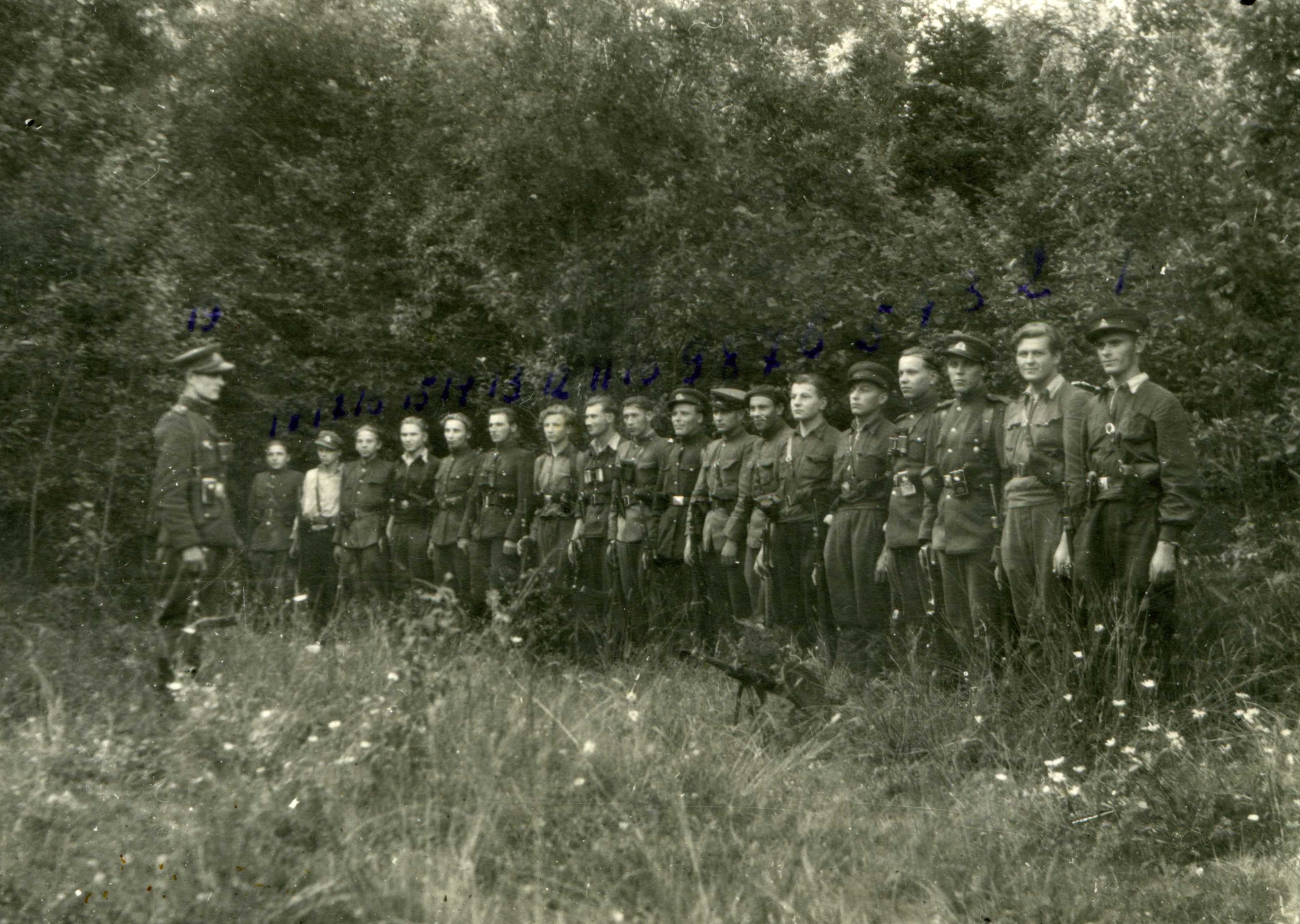
Partisans lituans del districte militar de Dainava

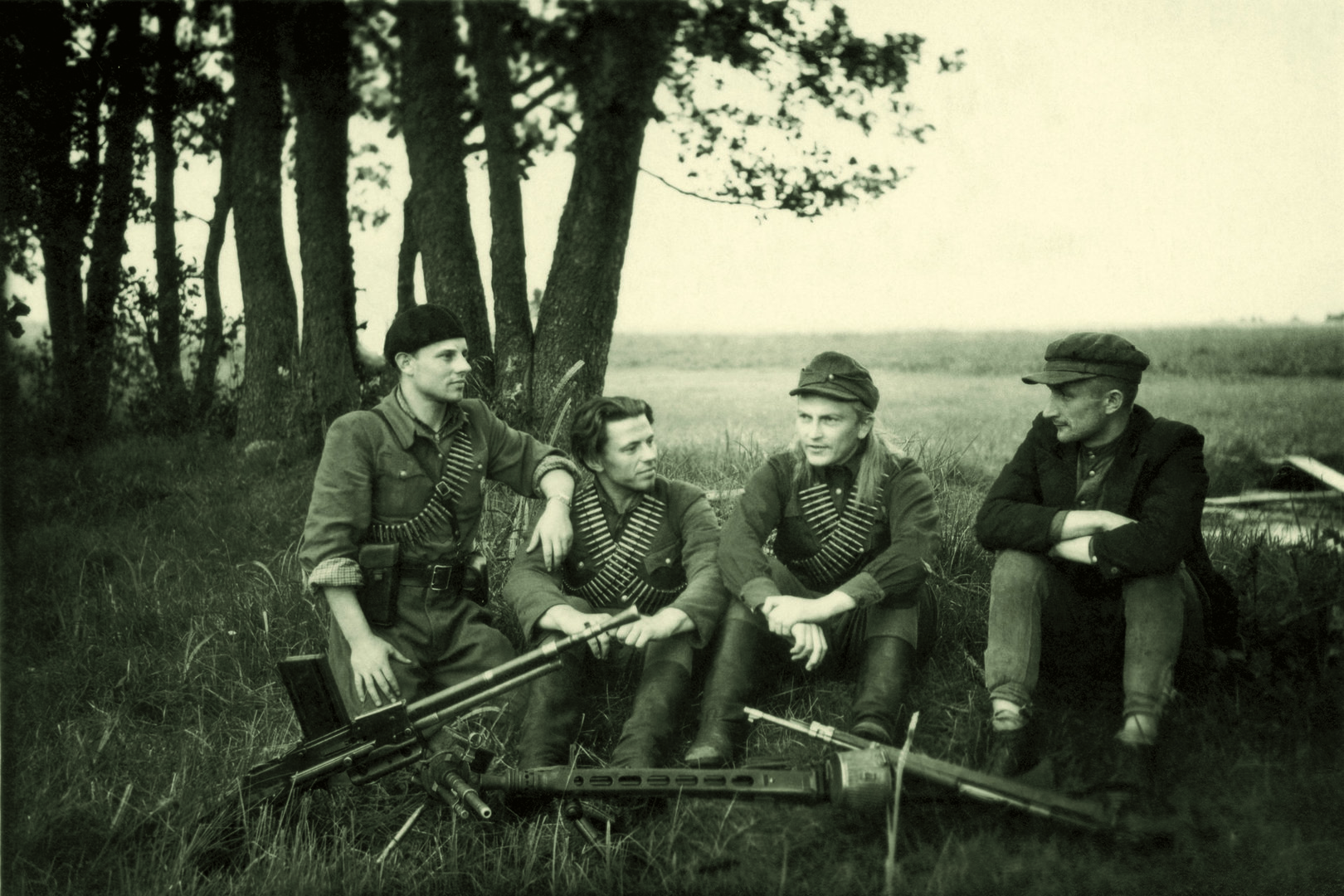
Petit grup de partisans del districte militar de Vytis el 1946.

Antics membres de la Força de Defensa Territorial Lituana, l'Exèrcit Lituà de Llibertat, les Forces Armades Lituànies, la Unió de Tiradors Lituans van formar la base dels partisans lituans. Agricultors, funcionaris lituans, estudiants, professors i fins i tot alumnes es van unir al moviment partisà. El moviment va ser activament recolzat per la societat i l'Església Catòlica. A finals de 1945, s'estima que 30.000 persones armades vivien als boscos de Lituània.
Els partisans estaven ben armats. De 1945 a 1951, les estructures repressives soviètiques van confiscar als partisans 31 morters, 2.921 metralladores, 6.304 fusells d'assalt, 22.962 fusells, 8.155 pistoles, 15.264 granades, 2.596 mines i 3.779.133 cartutxos. Els partisans van reabastir el seu arsenal matant istrebiteli, membres de les forces de la policia secreta soviètica, o comprant munició als soldats de l'Exèrcit Roig. Cada partisà tenia prismàtics i unes quantes granades, normalment guardant-ne una per fer-se explotar i evitar ser capturat, ja que les tortures físiques del MGB/NKVD soviètic eren molt brutals i cruels, i per evitar que els seus familiars patissin.
El maig de 1948, per combatre els guerrillers, els soviètics van dur a terme la deportació més gran de Lituània, l'Operació Primavera, quan unes 40 a 50 mil persones associades als "germans del bosc" van ser deportades a Sibèria.
Els Germans del Bosc lituans capturats sovint van patir tortures i execució sumària, mentre que els seus familiars van ser deportats a Sibèria. Les represàlies contra les granges i els pobles antisoviètics van ser dures. Les unitats de la NKVD anomenades Pelotons de Defensa Popular (coneguts pels lituans com a pl. stribai, del rus rus: izstrebiteli – destructors, és a dir, els batallons de destrucció), van utilitzar tàctiques de xoc com mostrar els cadàvers dels partisans executats als patis dels pobles per dissuadir més resistència.
L'informe d'una comissió formada en una presó de la KGB pocs dies després de la detenció d'Adolfas Ramanauskas ("Vanagas"), comandant en cap de la Unió de Lluita per la Llibertat de Lituània, el 15 d'octubre de 1956, assenyalava el següent:
| « | L'ull dret està cobert d'hematoma, a la parpella hi ha sis ferides punxants fetes, a jutjar pel seu diàmetre, amb un filferro o clau prim que penetra profundament al globus ocular. Múltiples hematomes a la zona de l'estómac, una ferida tallant en un dit de la mà dreta. Els genitals revelen el següent: una gran ferida lacerant al costat dret de l'escrot i una ferida al costat esquerre, falten els dos testicles i els conductes deferents. | » |

Juozas Lukša va ser un dels que van aconseguir escapar a Occident; va escriure les seves memòries a París – Fighters for Freedom. Lithuanian Partisans Versus the U.S.S.R., i va ser assassinat després de tornar a Lituània el 1951.
Pranas Končius (nom de guerra Adomas) va ser un dels últims lluitadors de la resistència antisoviètica lituana, mort en combat per les forces soviètiques el 6 de juliol de 1965 (algunes fonts indiquen que es va disparar a si mateix per evitar ser capturat el 13 de juliol). Va rebre la Creu de Vytis a títol pòstum el 2000.
Benediktas Mikulis, un dels últims partisans coneguts que va romandre al bosc, va sortir el 1971. Va ser arrestat a la dècada de 1980 i va passar diversos anys a la presó.

### Declivi dels moviments de resistència
A principis de la dècada de 1950, les forces soviètiques havien erradicat la major part de la resistència dels Germans del Bosc. La intel·ligència recopilada pels espies soviètics a Occident i els infiltrats del MGB dins del moviment de resistència, en combinació amb operacions soviètiques a gran escala el 1952, van aconseguir posar fi a les campanyes contra ells.
Molts dels Germans del Bosc restants van deposar les armes quan les autoritats soviètiques els van oferir una amnistia després de la mort de Stalin el 1953, tot i que alguns enfrontaments aïllats van continuar fins a la dècada de 1960. Se sap que els últims guerrillers individuals van romandre amagats i van evitar la captura fins a la dècada de 1980, moment en què els estats bàltics pressionaven per la independència per mitjans pacífics. (Vegeu Sąjūdis, La Via Bàltica, Revolució Cantada)

## Seqüeles i llegat

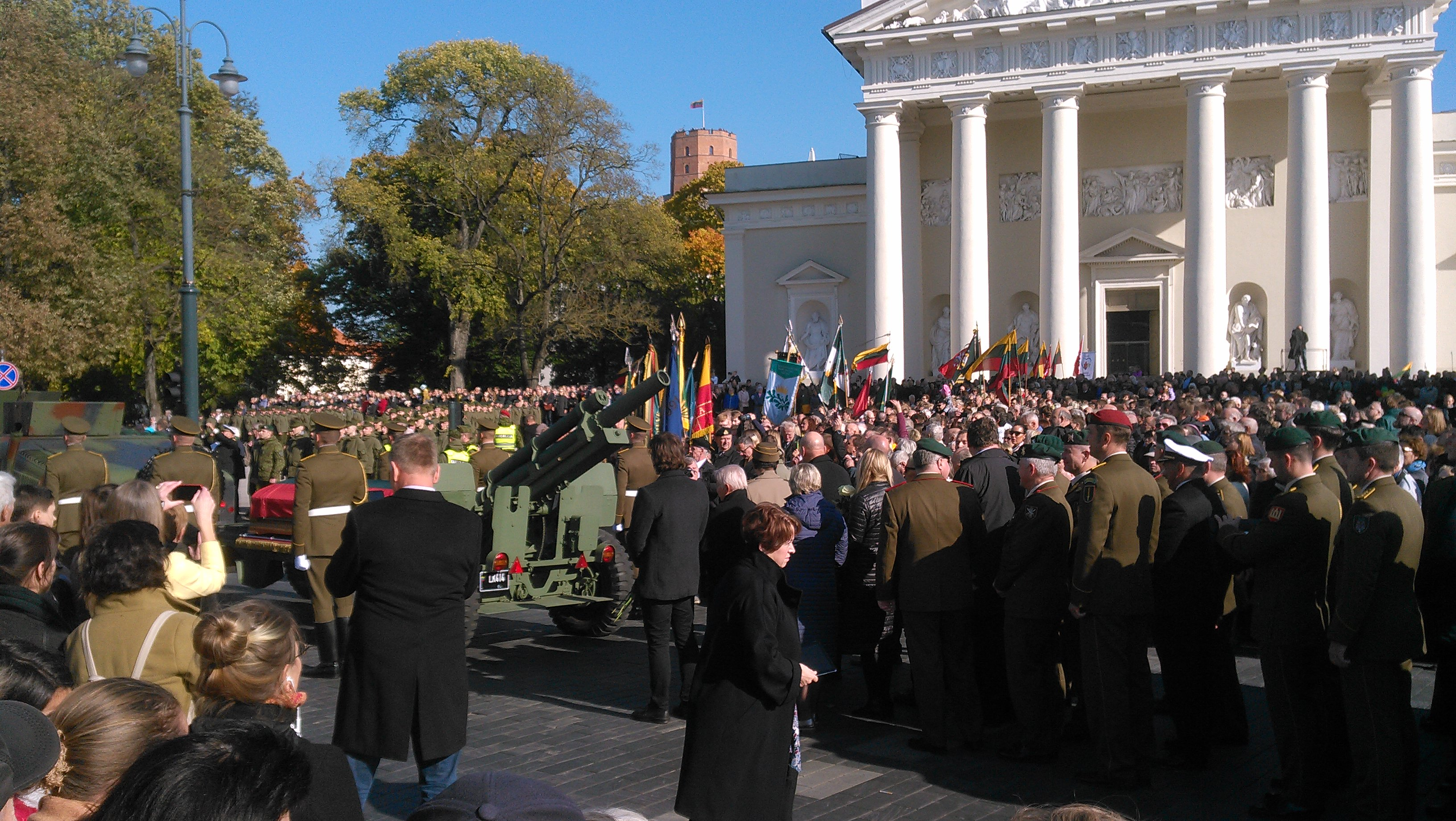
Funeral d'estat del comandant partisà lituà Adolfas Ramanauskas-Vanagas (1918–1957), 2018

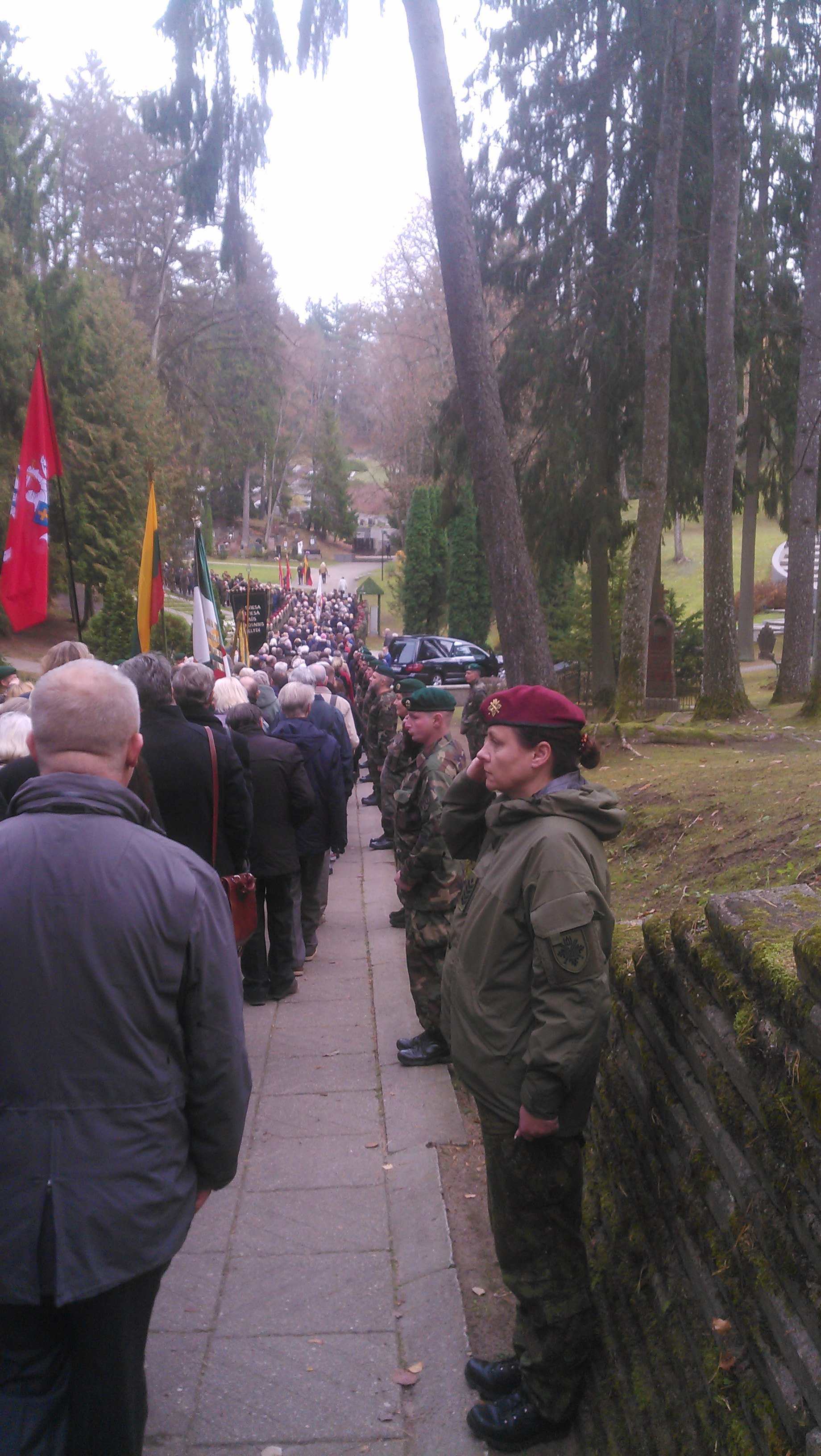
Funeral d'estat de l'últim partisà antisoviètic lituà A. Kraujelis-Siaubūnas (1928–1965), 2019

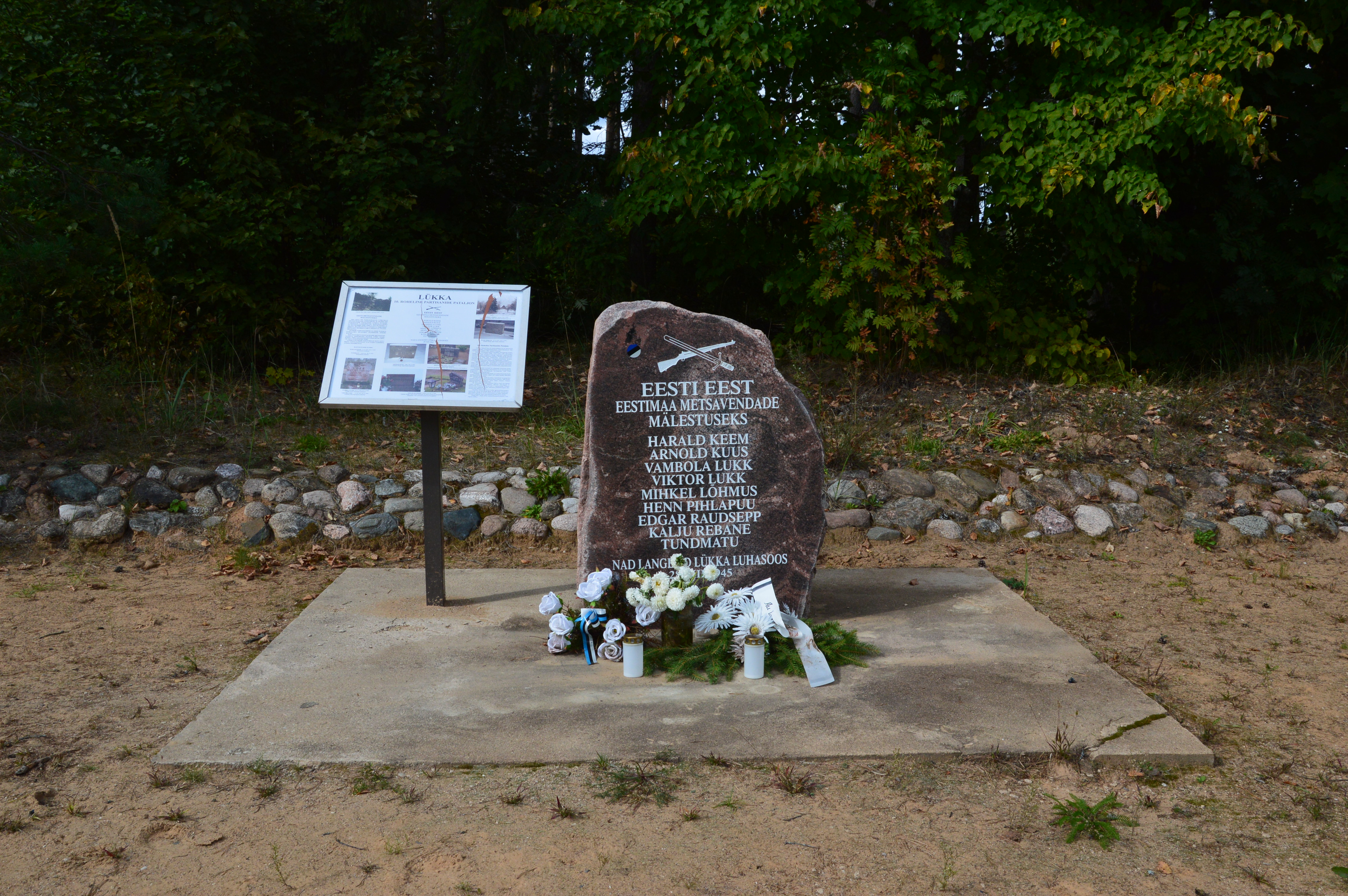
Pedra commemorativa a Parròquia de Rõuge als Germans del Bosc que van morir a la batalla de Lükka

Molts Germans del Bosc van persistir amb l'esperança que les hostilitats de la Guerra Freda entre Occident, la qual mai va reconèixer formalment l'ocupació soviètica, i la Unió Soviètica poguessin escalar a un conflicte armat en el qual els estats bàltics serien alliberats. Això mai es va materialitzar, i segons Mart Laar molts dels antics Germans del Bosc supervivents van mantenir un ressentiment pel fet que Occident no s'enfrontés militarment a la Unió Soviètica. (Vegeu també Conferència de Ialta). Quan la brutal repressió de la Revolució hongaresa de 1956 no va provocar una intervenció o una resposta de suport de les potències occidentals, la resistència organitzada als estats bàltics va disminuir encara més.
Com que el conflicte va ser relativament poc documentat per la Unió Soviètica (els combatents bàltics van ser formalment acusats de delinqüents comuns), alguns el consideren, juntament amb el conflicte soviètic-bàltic en general, una guerra desconeguda o oblidada. La discussió sobre la resistència va ser suprimida sota el règim soviètic. Els escrits sobre el tema dels emigrants bàltics sovint eren etiquetats com a exemples de "simpatia ètnica" i ignorats. Es considera que els esforços de recerca de Laar, iniciats a Estònia a finals de la dècada de 1980, van obrir la porta a més estudis.
El 1999, el Seimas (parlament) lituà va promulgar una declaració d'independència que s'havia fet el 16 de febrer de 1949, el 31è aniversari de la declaració d'independència del 16 de febrer de 1918, per elements de la resistència unificats sota el "Moviment de la Lluita per la Llibertat de Lituània".
| « | ... una resistència universal, organitzada i armada, és a dir, autodefensa, per part de l'Estat lituà, va tenir lloc a Lituània durant 1944-1953, contra l'ocupació soviètica ... l'objectiu ... era l'alliberament de Lituània, basant-se en les disposicions de la Carta Atlàntica i un dret sobirà reconegut pel món democràtic, mitjançant la lluita armada contra un dels agressors de la Segona Guerra Mundial ... El Consell del Moviment de la Lluita per la Llibertat de Lituània ... va constituir l'estructura política i militar suprema ... i va ser l'única autoritat legal dins del territori de la Lituània ocupada. | » |

A Letònia i Lituània, els veterans dels Germans del Bosc reben una petita pensió. A Lituània, el tercer diumenge de maig es commemora el Dia dels Partisans. El 2005 hi havia uns 350 Germans del Bosc supervivents a Lituània. El 2024, et (1925–2024) era l'últim Germà del Bosc estonià amb prou salut per fer aparicions públiques.
En una conferència a Tallinn el 2001, el senador nord-americà John McCain va reconèixer els Germans del Bosc estonians i els seus esforços.

### Els Germans del Bosc a la cultura popular
La pel·lícula canadenca Legendi loojad (Creadors de la llegenda) sobre els Germans del Bosc estonians es va estrenar el 1963. La pel·lícula va ser finançada amb donacions d'estonians a l'exili.
La pel·lícula dramàtica soviètica de 1966 Ningú volia morir (lituà: Niekas nenorėjo mirti) del director de cinema soviètic-lituà Vytautas Žalakevičius mostra la tragèdia del conflicte en què "un germà va contra el germà". La pel·lícula va valer a Žalakevičius el Premi Estatal de l'URSS i el reconeixement internacional, i és la representació cinematogràfica més coneguda del conflicte.
La popular sèrie dramàtica de televisió soviètica letona Llarg camí a les dunes (1980-1982) toca el tema dels Germans del Bosc letons des d'una perspectiva soviètica.
Un documental de 1997 Vam viure per Estònia explica la història dels Germans del Bosc estonians des del punt de vista d'un dels participants.
Una altra popular sèrie de televisió letona, Governants del destí (letó: Likteņa līdumnieki), produïda per Latvijas Televīzija del 2003 al 2008, mostra l'impacte de la lluita (i altres esdeveniments històrics de 1885 a 1995) en la vida de la família Nārbuļi i la seva hisenda.
La pel·lícula del 2004 Completament sol (lituà: Vienui Vieni) retrata les tribulacions del líder partisà lituà Juozas Lukša, que va viatjar dues vegades a Europa Occidental en intents d'obtenir suport per a la resistència armada.
El documental del 2005 Stirna explica la història d'Izabelė Vilimaitė (noms de guerra Stirna i Sparnuota), una lituana nascuda als Estats Units que es va traslladar a Lituània amb la seva família el 1932. Estudiant de medicina i farmacèutica, va ser metgessa clandestina i font de subministraments mèdics per als partisans, i finalment es va convertir en enllaç de districte. Es va infiltrar al Komsomol (Joventut Comunista) local, va ser descoberta, capturada i va escapar dues vegades. Després de passar a la clandestinitat a temps complet, va ser sospitosa d'haver estat capturada per la KGB com a informadora i gairebé va ser executada pels partisans. La KGB finalment va descobrir el seu búnquer i va ser capturada per tercera vegada, interrogada i assassinada.
La pel·lícula estoniana del 2007 Fills d'un bosc (estonià: Ühe metsa pojad) segueix la història de dos Germans del Bosc al sud d'Estònia, que lluiten amb un estonià de les Waffen-SS contra els ocupants soviètics.
La novel·la del 2013 Forest Brothers de Geraint Roberts, segueix la fortuna d'un oficial de la Marina britànica caigut en desgràcia que torna a Estònia el 1944 per a la intel·ligència britànica. Moltes persones del seu passat que l'ajuden s'han refugiat al bosc, durant el conflicte en curs entre Alemanya i la Unió Soviètica.
Exemples recents de la cinematografia letona inclouen la pel·lícula del 2014 Àlies Solitari (letó: Segvārds Vientulis), que representa la història del lluitador de la resistència d'alt rang i sacerdot catòlicAntons Juhņevičs i la sèrie de televisió del 2019 Red Forest (letó: Sarkanais mežs) sobre agents letons enviats pel MI6 a la Letònia ocupada pels soviètics per trobar suport entre els partisans locals sota l'Operació Jungle.

### L'últim Germà del Bosc
L'últim Germà del Bosc conegut va ser Jānis Pīnups, que no va sortir del seu amagatall fins al 1995. Havia desertat de l'Exèrcit Roig el 1944 i les autoritats soviètiques a Letònia el donaven per desaparegut en combat. Va quedar inconscient i donat per mort durant una batalla. Va decidir tornar a casa seva, on es va amagar al bosc proper per por que la seva família fos deportada si es descobria la seva deserció. Uns 25 anys després d'amagar-se, es va veure obligat a buscar assistència mèdica i després va començar a actuar amb més llibertat. Tot i així, només els seus germans i, més tard, només els seus veïns més propers sabien qui era; fins i tot la resta de la seva família no va saber que no havia mort a la guerra fins que va sortir del seu amagatall.